# Herichthys steindachneri
Herichthys steindachneri és una espècie de peix de la família dels cíclids i de l'ordre dels perciformes.

## Morfologia
- Els mascles poden assolir 40 cm de longitud total.[1][2]

## Alimentació
Menja caragols i peixets.

## Hàbitat
Viu en zones de clima tropical entre 23 °C-29 °C de temperatura.

## Distribució geogràfica
Es troba a Amèrica: és una espècie de peix endèmica dels rius Tamasopo, Gallinas i Ojo Frío (conca del riu Panuco, nord de Mèxic).